# Cretas (ort)
Cretas är en ort i Spanien.   Den ligger i provinsen Provincia de Teruel och regionen Aragonien, i den östra delen av landet, 300 km öster om huvudstaden Madrid. Cretas ligger 574 meter över havet och antalet invånare är 564.
Terrängen runt Cretas är kuperad åt sydost, men åt nordväst är den platt.Runt Cretas är det glesbefolkat, med 10 invånare per kvadratkilometer. Närmaste större samhälle är Valderrobres, 7,9 km sydväst om Cretas. 